# Maria Romanowa (1876–1940)
Maria Gieorgijewna Romanowa, urodzona jako Maria Grecka (ur. 3 marca 1876, zm. 14 grudnia 1940) – księżniczka Grecji i Danii, piąte dziecko i druga córka Jerzego I, króla Grecji, i królowej Olgi Konstantinowny Romanowej. Wielka księżna Rosji.
Urodziła się w Atenach. Jej starszym rodzeństwem byli: król Konstantyn I, książę Jerzy, księżniczka Aleksandra Gieogrijewna i książę Mikołaj. Jej młodszym rodzeństwem byli: książę Andrzej, książę Krzysztof oraz księżniczka Olga, która zmarła w dzieciństwie. Maria przyjaźniła się bardzo ze swoją kuzynką Ksenią Aleksandrowną. Obie poślubiły później wielkich książąt Rosji i widywały się przy wielu okazjach. Siostra Marii – Aleksandra poślubiła innego wielkiego księcia Pawła Aleksandrowicza, a brat Mikołaj - wielką księżną Helenę Władimirownę.

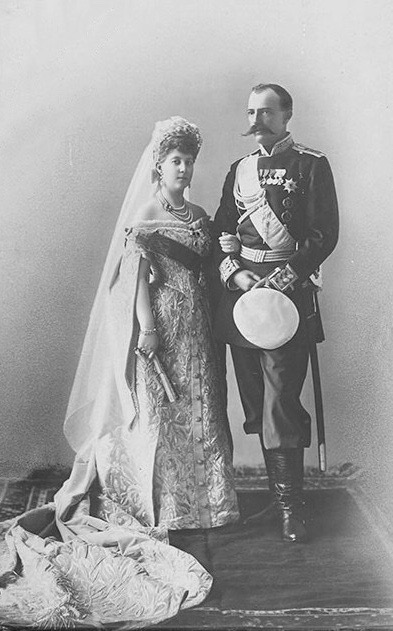
Maria Grecka z mężem.

30 kwietnia 1900 Maria na Korfu, poślubiła wielkiego księcia Jerzego Michajłowicza Romanowa. Jej mąż był trzecim synem wielkiego księcia Michała Mikołajewicza i jego żony Olgi Fiodorowny (Cecylii Augusty Badeńskiej). Jej dziadkami byli: car Mikołaj I, caryca Aleksandra Fiodorowna, córki Leopold, wielki książę Badenii, i Zofia Wilhelmina von Holstein-Gottorp. Jerzego nazywano Gogi, a Marię grecką Minny. Maria odrzuciła oświadczyny Jerzego, dopóki nie miała pewności, że na skutek małżeństwa nie utraci miejsca w „kolejce” do tronów Danii i Grecji. Para miała dwie córki:
- wielką księżną Ninę Gieorgijewnę Romanową (1901–1974),
- wielką księżną Ksenię Gieorgijewnę Romanową (1903–1965).

Maria została wdową 30 stycznia 1919, kiedy jej mąż został rozstrzelany przez bolszewików. 16 grudnia 1922 Maria wyszła ponownie za mąż w Wiesbaden, za admirała Peryklesa Ioannidesa. Zmarła w swoich rodzinnych Atenach, podczas wojny grecko-włoskiej (1940–1941).
Jej córka Ksenia przez kilka lat mieszkała na Long Island, razem z Anną Anderson, która twierdziła, że jest kuzynką Kseni – wielką księżną Anastazją Nikołajewną, córką cara Mikołaja II.